# Umaria
Umaria est une ville indienne située dans le district d'Umaria dans l'État du Madhya Pradesh. En 2011, sa population était de 33 114 habitants.

## Traduction
- (en) Cet article est partiellement ou en totalité issu de l’article de Wikipédia en anglais intitulé « Umaria » (voir la liste des auteurs).